# Eugen Kamber
Eugen Kamber, né le 18 septembre 1924 à Hagendorf et mort le 1er mars 1991 à Lutzenberg, est un coureur cycliste suisse. Professionnel de 1949 à 1956, il a notamment remporté le Championnat de Zurich, le GP du Locle et des étapes du Tour de Suisse et du Tour de Romandie.

## Palmarès
- 1948
  -  Champion de Suisse de sprint amateur
- 1950
  - Lucerne-Engelberg
- 1951
  - 2e du Championnat de Suisse de poursuite
  - 3e du GP du Locle
- 1952
  - GP du Locle
  - 2e du Tour du Stausee
  - 3e du Championnat de Suisse de poursuite
- 1953
  - Championnat de Zurich
  - 2e du Tour du lac Léman
  - 3e du Championnat de Suisse de poursuite
  - 3e du Championnat de Suisse de vitesse
- 1954
  - Tour des Quatre Cantons
  - 2e étape du Tour de Romandie
  - 7e étape du Tour de Suisse
  - 2e du Tour du Tessin
  - 2e du GP du Locle
  - 2e du Championnat de Zurich
  - 3e du Championnat de Suisse de vitesse
- 1955
  - 3e du Tour du Nord-Ouest

### Tour d'Italie
1 participation
- 1952 : 85e